# Апросио, Анджелико
Анджелико Апросио (итал. Angelico Aprosio, 29 октября 1607, Вентимилья, Лигурия — 23 февраля 1681, Вентимилья, Лигурия) — итальянский монах-августинец, учёный и библиофил.

## Биография
Он вступил в орден августинцев 19 марта 1623 года, когда ему было всего 15 лет, изменив своё имя, данное при крещении, Людовико на Анджелико. В 1639 году он был назначен профессором изящной словесности в монастыре Святого Стефана в Венеции, а затем генеральным викарием Санта-Мария-делла-Консолационе. Он приобрёл высокую репутацию благодаря своим многочисленным работам по литературной критике и другим предметам, среди которых моральное эссе против роскоши и расточительности женщин, озаглавленное «Щит Ринальдо» («Lo Scudo di Rinaldo», 1642 г.) и «La Biblioteca Aprosiana» (1673 г.), одна из самых ранних и наиболее полных избранных библиографий итальянской литературы. Первая часть тома содержит его автобиографию и отчёт о его переписке. Вторая часть представляет собой неполный каталог книг, расположенных по именам дарителей в алфавитном порядке. Обе части изобилуют биографическими и библиографическими примечаниями, многие из которых весьма объёмны. Иоганн Кристоф Вольф, составитель стандартной Bibliotheca hebraea (4 тома, Гамбург, 1715–1733 гг.), перевёл Biblioteca на латынь (Гамбург, 1734 г.) и снабдил её необходимым указателем, содержащим имена как дарителей, так и авторов. Апросио основал в своём родном городе библиотеку под названием «Апросиана», в 1648 году при августинском монастыре Вентимильи.
Апросианская библиотека насчитывала более десяти тысяч томов и была официально признана в 1653 году папой Иннокентием X, который издал запрет на продажу любых её книг и открыл её для публики. В последующие годы Апросио посвятил себя расширению библиотеки, расширению монастыря для хранения его томов и составлению её каталога.
Апросианская библиотека была частично распущена в 1798 году после прихода французских войск и подавления ордена августинцев. Часть коллекции оказалась в Национальной библиотеке Генуи.
Апросио был членом нескольких академий и учёных обществ, в том числе Incogniti Венеции, Apatisti Флоренции, Geniali Кодоньо, Ansiosi Губбио, Infecondi Рима и Eterocliti Пезаро.

## Труды
- Il Vaglio critico di Masoto Galistoni da Terama sopra il Mondo Nuovo del cav. Tomaso Stigliani da Matera, Rostock, 1637. Это критика первой песни стихотворения Стильяни «Il Mondo Nuovo», написанная в отместку за его критику «Адоне» Джамбаттисты Марино. Имя, принятое Апросио, является анаграммой собственного имени Стильяни.
- Il Buratto. Replica di Carlo Galistoni al Molino del signor Stigliani, Venezia, 1642.
- L'Occhiale Stritolato di Scipio Glareano, per riposta al signor cavaliere Tomaso Stigliani, Venezia, 1641.
- La Sferza poetica, di Sapricio Saprici, lo scantonato accademico eteroclito. Per riposta alla prima censura dell'Adone del cavaliere Marino, fatta dal cavalier Tomaso Stigliani, Venezia, 1643.
- Del Veratro, apologia di Sapricio Saprici, per riposta alla seconda censura dell'Adone del cavalier Marino, fatta dal cavalier Tomaso Stigliani, parte prima, Venezia, 1645, parte seconda, Venezia, 1647.
- Annotazioni di Oldauro Scioppio all'arte degli amanti dell'ill. signor Pietro Michiele nobile veneto, Venezia, 1642.
- Sermoni di tutte le Domeniche, e Festività de' Santi, che occorrono nell'Avvento del Signore fino alla Purificazione della Vergine, disposti in varie risoluzioni morali, per Opera del P. Agostino Osorio Provinciale ne' Regni della Corona di Aragona, trasportati della Spagnola nell'Italiana favella da Oldauro Scioppio, Venezia, 1643.
- Lo Scudo di Rinaldo, o vero lo specchio del disinganno, opera di Scipio Glareano, Venezia, 1642.
- Le Bellezze della Belisa, tragedia dell'Ill. signor D. Antonio Muscettola, abbozzate da Oldauro Scioppio, Accademico Incognito e Geniale, Lovano, 1664.
- Aprosio, Angelico. Della Patria d'A. Persio Flacco Dissertatione di Lodovico Aprosio Accademico Incognito di Venetia, geniale di Codogno, apatista di Firenze, ed Animoso di Gubbio ... Cavata dal libro primo delle Hore Pomeridiane del medesimo :  [итал.]. — Genova, 1664.
- Le Vigilie del Capricorno, note tumultuarie di Paolo Genari di Scio, Accademico Incognito di Venetia, alle epistole eroiche, poesie dell'eruditissimo signor Lorenzo Crasso, avvocato napolitano, Venezia, 1667.
- Aprosio, Angelico. La Grillaia, curiosità erudite di Scipio Glareano :  [итал.]. — Napoli, 1668.
- Aprosio, Angelico. La Biblioteca Aprosiana. Passatempo Autunnale di Cornelio Aspasio Antivigilmi trà Vagabondi di Tabbia detto l'Aggirato :  [итал.]. — Bologna, 1673. Организована в алфавитном порядке по именам учёных, которые пожертвовали работы (часто свои собственные) библиотеке Анджелико Апросио, эта подборка частной библиотеки, открытой для учёных, представляет собой всеобъемлющую избранную биобиблиографию итальянской литературы. Хотя Апросио, возможно, не ожидал, что многие учёные посетят его библиотеку, он явно хотел заинтересовать их своими книгами, рекламировать свою коллекцию и продемонстрировать своё широкое знакомство с современными ему итальянскими литературными кругами.
- Aprosio, Angelico. Bibliotheca Aprosiana: liber rarissimus, et a nonnullis inter ἀνεκδότους numeratus, jam ex lingua Italica in Latinam conversus. Præmisit præfationem notasque nonnullas addidit I.C. Wolfius :  [лат.]. — Hamburgi, 1734.
- La Visieria alzata ; Hecatoste di Scrittori che vaghi d'andare in maschera, fuor del tempo di carnavale, sono scoperti da Giovanne Pietro Giacomo Villani, Senese, accademico humorista, infecondo & geniale. Passatempo canicolare inviato all'ill. signor Antonio Magliabechi, Parma, 1689. Ранняя библиография псевдонимных авторов (возможно, первая), La Visieria alzata, была анонимно и посмертно опубликована в 1689 году в Парме per gli Heredi del Vigna под редакцией Джованни Пьетро Виллани из Сиенской академии. Публикация посвящена Антонио Мальябеки (1633–1714), другу, коллеге и товарищу-библиоману Апросио, под чьим влиянием и поддержкой книга была опубликована, и который, что вполне вероятно, предоставил информацию Апросио во время её подготовки. Винсент Плаччиус[англ.] включил произведение, разделённое на множество частей, в свой Theatrum Anonymorum et Pseudonymorum[8].
- Pentecoste d'altri scrittori, che andando in Maschera fuor del tempo di carnevale, sono scoperti.